# Мортен Бісгор
Мортен Бісгор (дан. Morten Bisgaard, нар. 25 червня 1974, Раннерс) — данський футболіст, що грав на позиції півзахисника.
Виступав, зокрема, за клуб «Оденсе», а також національну збірну Данії.
Володар Кубка Інтертото. 

## Клубна кар'єра
У дорослому футболі дебютував 1991 року виступами за команду «Раннерс», у якій провів один сезон. 
Своєю грою за цю команду привернув увагу представників тренерського штабу клубу «Оденсе», до складу якого приєднався 1992 року. Відіграв за команду з Оденсе наступні шість сезонів своєї ігрової кар'єри. Більшість часу, проведеного у складі «Оденсе», був основним гравцем команди.
Згодом з 1992 по 2007 рік грав у складі команд «Раннерс», «Віборг», «Удінезе», «Копенгаген» та «Дербі Каунті». Протягом цих років виборов титул володаря Кубка Інтертото.
Завершив ігрову кар'єру у команді «Оденсе», у складі якої вже виступав раніше. Повернувся до неї 2007 року, захищав її кольори до припинення виступів на професійному рівні у 2009 році.

## Виступи за збірну
У 1996 році дебютував в офіційних матчах у складі національної збірної Данії.
У складі збірної був учасником чемпіонату Європи 2000 року у Бельгії та Нідерландах.
Загалом протягом кар'єри в національній команді, яка тривала 5 років, провів у її формі 8 матчів, забивши 1 гол.

## Титули і досягнення
- Володар Кубка Інтертото (1):

«Удінезе»: 2000